# 卡拉爾卡

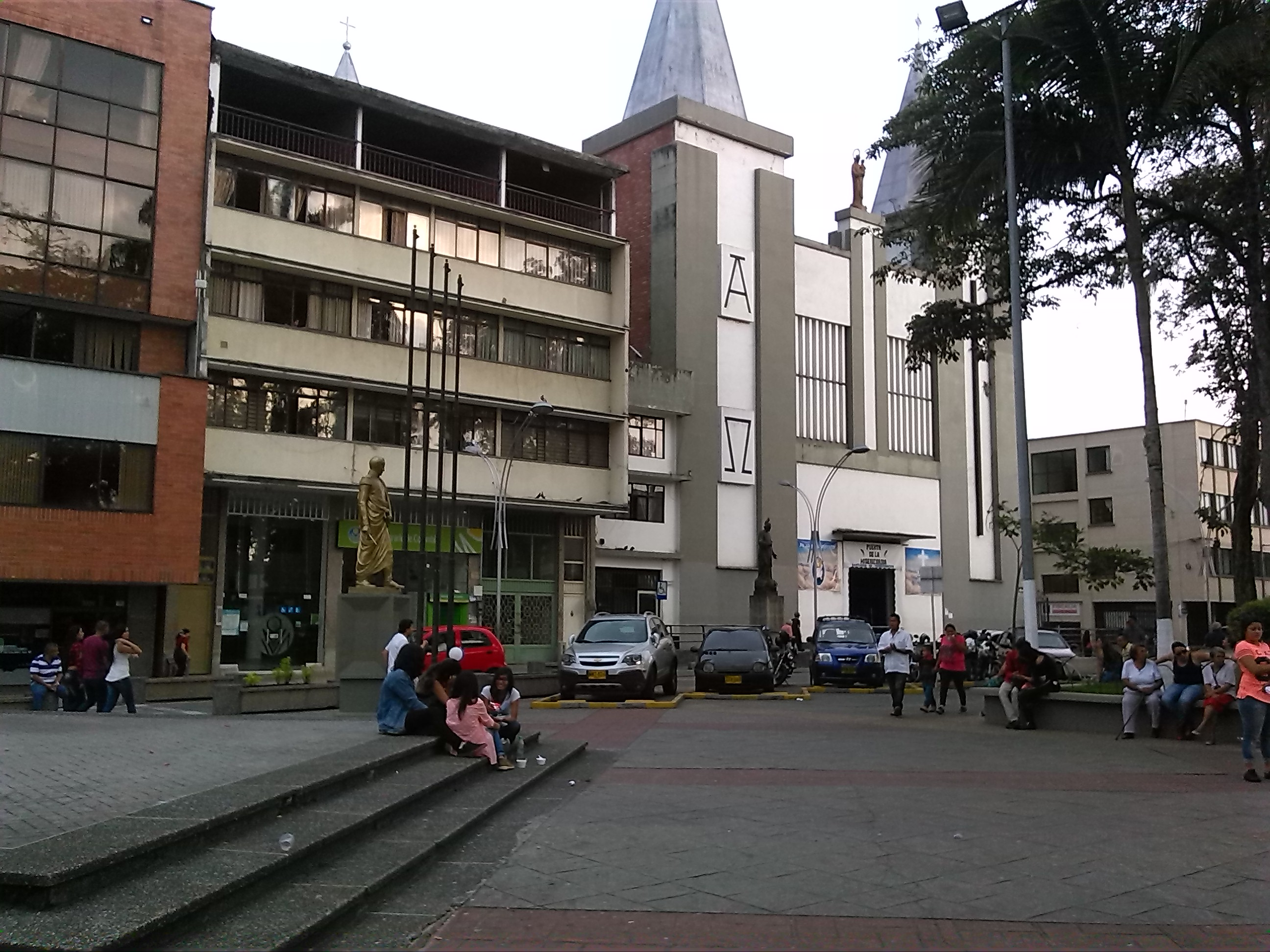

卡拉爾卡（西班牙語：Calarcá）是哥倫比亞的城市，位於該國西部，由金迪奧省負責管轄，距離首府亞美尼亞城4公里，始建於1882年，面積219平方公里，海拔高度1,573米，2005年人口73,741。

## 外部連結
- Alcaldía Municipal de Calarcá （页面存档备份，存于）.  Official web page of the city council (in Spanish).
- Calarcá, La Villa del Cacique （页面存档备份，存于）.  Extensive site with local and tourist information (in Spanish).

4°32′N 75°39′W / 4.533°N 75.650°W